# 宝島 (雑誌)
『宝島』（たからじま）は、宝島社から発行されていた看板雑誌。
1973年7月10日に晶文社より『WonderLand（ワンダーランド）』として創刊。1970年代のサブカル文化の一翼を担った。休刊に至るまでに何度もの雑誌自体のコンセプトの変更（リニューアル）を経た。創刊時の誌名『WonderLand』は、休刊に至るまで同誌の英題として使われていた。休刊時点では「タブーに斬り込む知的探求マガジン」というキャッチコピーの下、アングラ情報を含む情報誌となっていた。休刊時編集長は富樫生。
この雑誌から『別冊宝島』や『別冊宝島Real』、『VOW』といったムック本などが誕生していった。

## 歴史・概要
10年ごとにコンセプトを変え、アンダーグラウンド→サブカルチャー→アダルト→ビジネス誌→アングラ情報誌と、これまで全く異なるジャンルを横断し、それまでの読者を切り捨ててでもエポックメイキングな誌面を作り出してきた。

### 1970年代
1973年、晶文社より『ワンダーランド』が、音楽&カルチャー雑誌という形で植草甚一らの手によって世に出された（創刊号の特集はキャロルであった）。これは企画当初、アメリカの雑誌『ローリング・ストーン』の日本版を創刊する予定で準備してきたものが、版権取得が不調に終わったため、別雑誌として内容・誌名を新たにして発行されるに至った、というもの。
創刊号からすでに通信コーナーとして「VOW」は存在していた。3号目で誌名を『宝島』と変更し（これも権利上の問題による変更）、翌年の6号をもって一旦休刊するが、その後版権はJICC出版局に移って1974年6月に復刊を遂げる。グラフ誌大だった判型は以後B6判のポケットサイズに、翌年1月号からは紙質も、オイルショックによる折からの紙不足を反映して、ザラ紙となる（1977年5月号まで。以後はA5判。紙質も回復）。復刊時の発行部数は7000部。カリスマ的な編集者によって先鋭化され、『宝島』はマイナー志向の超カルト的サブカルチャー雑誌として確立されてゆくが、ドラッグや精神文化特集など、そのマニアックさ故に部数は伸び悩んだ。発行部数が5000部程度のこともあった。

### 1980年代
落ち込んだ部数を回復させ、危機を切り抜けるため、『宝島』は関川誠を編集としてそれまでの編集方針を替え、YMO、忌野清志郎などのミュージシャンを好んで取り上げるようになり、1980年代的なパンク・ニューウェーブのファッションや音楽や文化の特集を組むようになった。1985年には全ページにカラーグラビアを採用し、誌面は1980年代のポップカルチャーで埋め尽くされた。1980年代後半になるとその傾向は顕著になり、ストリートファッションの特集やロックバンド特集など、当時の若者のバイブルとしてもてはやされた。1987年1月号から誌面がA5判から変形B5判に大型化、モノクロページが復活する。同時に反戦反核路線も明確となった。
また、1985年にはインディーズ・レーベル「キャプテン・レコード」を発足させ、THE WILLARD、有頂天、THE POGOなどの作品をリリースした。もはや1970年代『宝島』のむさ苦しさは消滅していたが、名物コーナーの「VOW」は不動の人気を保った。

### 1990年代
折からのバンドブームで売り上げも上昇し、発行ペースを月刊から月2回刊に増やす。バンドブームも終わりの時を迎えたころ、『宝島』は再び大幅に方針を変更し、アダルト雑誌へと舵を切った。1992年11月9日には一般雑誌で初めてヘアヌードを掲載し、世間を驚かせた。誌面は風俗情報やセックス関連の記事であふれ、それまでとはまったく違った読者を獲得、『宝島』は確信犯的にアダルト記事を飛ばしていった。この頃、発行部数は20万部に達した。この方針変更は、編集者はもとより従前の読者から少なからぬ批判を惹起し、一部編集者の離反を招いたほか、当時連載を持っていた清水ミチコでさえ『宝島』の名を表に出すことが恥ずかしかった旨の文章を同誌のコラムに寄せている。尚「VOW」はこの頃でも健在であった。

### 2000年代
2000年3月15日号からの週刊化をきっかけに、『宝島』はアダルト記事を捨て、みたび誌面を大幅に変更した。それまでの売りだった風俗関連の記事やヘアヌードは姉妹誌として新たに創刊された『宝島ファイヤー』に移り、代わりにビジネス関連の記事や新製品情報が拡充された。2001年頃にはビジネス誌というフォーマットがほぼ確立され、1990年代『宝島』とはまったくの別の雑誌として新生『宝島』は再スタートを切ったが、ライバル誌の多いビジネス誌業界では苦戦し、2003年に再び月刊に戻されている。「VOW」は2001年に一旦『宝島』誌上での連載を終了したが、2010年に再開している。その後、ビジネス誌色は徐々に消え、アングラ情報誌としての色が強くなっている。

### 2010年代
2010年頃を境に経済誌的側面を徐々に薄め、いわゆる裏社会に切り込む記事を前面に打ち出したアンダーグラウンド雑誌としての色を濃くしていった。
2015年7月29日、同年8月25日発売の10月号をもって休刊することが発表された。

## 主要関連人物
- 植草甚一 - 映画・ジャズ・ミステリーの評論家 創刊〜1976年7月号まで編集顧問
- 片岡義男 - 作家 編集長
- 津野海太郎 - 編集長
- 高平哲郎 - コピーライター、放送作家 編集長1975年1月号〜1975年7月号
- 平野甲賀 - デザイナー（ブックデザイナー）
- 羽良多平吉 - デザイナー（エディトリアルデザイナー）
- 室矢憲治 - 詩人、音楽評論家
- 小泉徹（北山耕平） - 編集者、作家 編集長1975年8月号〜1976年6月号
- 菅野彰子 - 編集者、翻訳家
- 蓮見清一 - 宝島社代表取締役社長 発行人
- 石井慎二 - 発行人 のち洋泉社代表取締役社長 編集長1976年7月号〜1976年9月号
- 大橋歩 - イラストレーター 表紙1975年1月号〜1976年12月号
- 嵐山光三郎 - 作家、編集者、タレント 「チューサン階級のトモ」1975年8月号〜1976年8月号連載
- 安西水丸 - イラストレーター 「チューサン階級のトモ」「水丸ギャラリー」「宝島の友」
- 安斎肇 - イラストレーター、コラムニスト
- 糸井重里 - コピーライター
- 蛭子能収 - 漫画家
- 佐々木マキ - イラストレーター 表紙1977年1月号〜11月号
- 渡辺祐 - 編集者 宝島編集部から独立後も引き続き「VOW」の編集を担当。
- 町山智浩 - 編集者
- 柳下毅一郎 - 編集者

### サブカルチャー誌時代の主な関連人物（五十音順）
- いしかわじゅん：漫画家。『パンク・ドラゴン』連載。
- いとうせいこう：小説家、ラッパー。『無機物くんに愛をこめて』『自宅闘争者の手記』『ワールドアトラス』ほか連載。
- 奥平イラ：漫画家、イラストレーター、アートディレクター。ニューウェーブ音楽の紹介を中心とした『アンクロメディア』『IST』、ファッションページ『BAKF』などを連載し、執筆、編集、アートディレクションを担当。1986年より1988年まで、表紙のアートディレクションも担当。
- 景山民夫：小説家（当時放送作家）。『極楽TV』連載。
- 川勝正幸・押切伸一：コラムニスト。『流行の素』連載（イラストレーションは岡崎京子）。
- 小泉今日子：アイドル歌手。企画グラビア『K-iD』連載。1980年代後半サブカルアイドルとして戸川純と双璧を成した。
- COBRA：パンク・ロック・バンド。『月刊Oi!』連載。
- 佐藤克之：ライター。本誌のハガキ職人を経てデビュー。
- 清水ミチコ：タレント、ミュージシャン。『清水ミチコの顔マネ塾』連載。
- しりあがり寿：漫画家。『お猿のロッカー孫悟空』ほか連載。
- スチャダラパー：ヒップホップグループ。『スチャダラ・キッドボックス』連載。
- タイニー・パンクス（高木完、藤原ヒロシ）：ヒップホップ・ユニット。『LAST ORGY』連載。当時黎明期であった日本のクラブ・カルチャーにおいて貴重な情報源であった。藤原脱退後、高木は『WORD!』を連載。
- たま：フォーク・バンド。『たま公認 月刊たまぷくろ』連載。メンバーと親交の深いさくらももこの4コマ漫画も掲載。
- 電気グルーヴ：テクノ・ニューウェイヴ・ユニット。『電気GROOVEの脳が溶ける奇病』連載。特有のユーモア溢れる奇想天外な内容により、高木完は自身の連載にて大絶賛していた。題字は根本敬が担当。
- 戸川純：女優、ミュージシャン。『戸川純の人生相談』連載（不定期）。1980年代サブカルチャーのイコン的存在であった。
- 中島らも：作家、コピーライター。毎号出稿され事実上連載と化していたカネテツデリカフーズの広告『啓蒙かまぼこ新聞』を制作。
- 中森明夫：コラムニスト。『東京トンガリキッズ』連載。
- NIGO：ファッションデザイナー、DJ。ジョニオこと高橋盾とともに『LAST ORGY 2』の連載。
- 野々村文宏：美術評論家（当時ライター）。書評『レディ・ステディ・業』など連載。
- フリッパーズ・ギター：ネオアコ・ユニット。『フリキュラ・マシーン』連載。
- THE BLUE HEARTS：パンク・ロック・バンド。『月刊ブルーハーツの友』連載。
- まついなつき：漫画家、エッセイスト。読者性生活アンケート『プロジェクトC』（のち米米クラブと共筆）を連載。
- みうらじゅん：イラストレーター。『万博少年の逆襲』『ビバ!変読』『ちんぱい』など連載。
- LAUGHIN' NOSE：パンク・ロック・バンド。『LAUGHIN'PARADISE』連載。
- レピッシュ：ロック・スカバンド。メンバーの狂市と上田現が、『狂市・現の時事放談』を連載。